# Auguste Cadot
Pour les articles homonymes, voir Cadot.

a Compétitions nationales et continentales officielles uniquement.

Dernière mise à jour le 5 janvier 2025.
Auguste Cadot, né le 28 juillet 2001 à Beaune (Côte-d'Or), est un joueur français de rugby à XV. Il évolue depuis 2023 au poste de centre au Montpellier Hérault Rugby.

## Biographie
Auguste Cadot débute le rugby à l'âge de six ans au RC Chagny, avant de rejoindre le CS Beaune.
En 2019, il s'engage au Biarritz olympique.
Il dispute son premier match en équipe première en Top 14 contre le Stade toulousain en juin 2022.
À l'issue de la saison 2022-2023, il s'engage pour trois ans au Montpellier HR.